# Miodary (Miodary)
Miodary – kolonia wsi Miodary w Polsce, położona w województwie dolnośląskim, w powiecie oleśnickim, w gminie Dobroszyce.
W latach 1975–1998 kolonia administracyjnie należała do województwa wrocławskiego.